# صيدة
قرية صيدة هي إحدى القرى التابعة لمركز أوسيم في محافظة الجيزة في جمهورية مصر العربية. حسب إحصاءات سنة 2006، بلغ إجمالي السكان في صيدة 7879 نسمة، منهم 4010 رجل و3869 امرأة.

## التاريخ
قرية صيدة من القرى الحديثة حيث فُصلت عن زمام قرية برطس سنة 1228هـ/1813م.